# Christophe Girard (homme politique)
Pour les articles homonymes, voir Christophe Girard et Girard.
Christophe Girard, né le 9 février 1959 à Saumur, est un dirigeant d'entreprise et un homme politique français.
Il occupe des fonctions de premier plan au sein de la maison Yves Saint Laurent et du groupe LVMH, et participe à la fondation du magazine Têtu.
Membre successif des Verts et du Parti socialiste, il est conseiller de Paris depuis 2001, occupant plusieurs fois des fonctions d'adjoint au maire, conseiller régional d'Île-de-France de 2010 à 2015 et maire du 4e arrondissement de Paris de 2012 à 2017. Il démissionne de son poste d'adjoint au maire chargé de la culture en juillet 2020, en raison des pressions d’élus écologistes et de militantes féministes à propos de ses relations avec l'écrivain Gabriel Matzneff, qui assumait dans ses livres commettre des actes pédocriminels.

## Biographie
Christophe Girard passe son enfance à Saumur et Angers (lycée David d'Angers) en Maine-et-Loire. C'est à la lecture de Confession d'un masque de Yukio Mishima qu'il découvre la littérature japonaise et décide d'étudier le japonais à l'INALCO[réf. nécessaire].

### Parcours professionnel
À la suite de sa rencontre avec Pierre Bergé et Yves Saint Laurent à Tokyo en 1976, il intègre la maison Yves Saint Laurent en 1978 comme secrétaire général. Il gravit les échelons jusqu'à devenir directeur général adjoint en 1997.
En 1999, il rejoint le groupe LVMH en tant que directeur de la stratégie mode,. En 2016, il quitte ses fonctions au sein du groupe.
Il a co-fondé le magazine Têtu avec Pierre Bergé, Didier Lestrade et Thomas Doustaly. Il fut également secrétaire général du Sidaction lors de sa création aux côtés de Line Renaud et de Pierre Bergé.

### Parcours politique
En 1998, il devient membre des Verts. Il est présent en 1999 sur la liste de Daniel Cohn-Bendit aux élections européennes. En 2001, candidat Les Verts dans le 4e arrondissement de Paris et avec l'élection de Bertrand Delanoë, il est élu adjoint au maire de Paris chargé de la culture. Il occupe son poste tout en restant chez LVMH.
À la mairie de Paris, Christophe Girard est l'initiateur notamment des Nuits blanches, ainsi que d'autres projets culturels d'envergure annoncés au début de la mandature de Bertrand Delanoë (le Cent Quatre, Gaîté-Lyrique, cinéma Le Louxor, la Maison des Métallos, les Maisons des pratiques artistiques amateures (MPAA)…).
En septembre 2005, il rompt avec les Verts parisiens à la suite du vote de cinq amendements du groupe écologiste obtenu grâce aux votes des élus UMP puis adhère au Parti socialiste en novembre 2005 tout en déclarant : « Mon parti, c'est Bertrand Delanoë. »[réf. nécessaire]
Le 29 août 2006, il entre au conseil politique de Ségolène Royal pour la présidentielle de 2007.
Le 21 mars 2010, Christophe Girard est élu conseiller régional d'Île-de-France sur la liste PS divers gauche qui est reconduite avec près de 68 % des voix.
En 2011, il est en septième position du classement des cinquante personnalités du monde de l'art, selon L'Œil.
En mai 2012, Dominique Bertinotti est nommée secrétaire d’État à la Famille dans le gouvernement II de Jean-Marc Ayrault. Elle démissionne peu après de ses fonctions de maire du 4e arrondissement de Paris et Christophe Girard est élu par le conseil d'arrondissement pour lui succéder le 2 juillet 2012. Bertrand Delanoë refusant le cumul, Christophe Girard doit alors renoncer à son poste d'adjoint au maire chargé de la Culture.
Dans le cadre des élections municipales de 2014 à Paris, une primaire PS a lieu dans le 4e arrondissement pour départager Christophe Girard, le maire sortant, d'une militante socialiste, Madeleine Houbart. Battue de justesse, elle porte l'action en justice, alors que Girard est officiellement investi. Elle est finalement déboutée et Christophe Girard est réélu maire de justesse à l'issue du second tour des élections municipales, face à la liste UMP-UDI-MoDem menée par Vincent Roger.
En tandem avec Martine Martinel, il est chargé du projet Culture dans la campagne de Vincent Peillon pour la primaire citoyenne de 2017.
Le 11 octobre 2017, il devient adjoint aux ressources humaines, au dialogue social et à la qualité des services publics et annonce sa démission de son poste de maire d'arrondissement. Le 17 septembre 2018, il succède à Bruno Julliard et retrouve le portefeuille de la culture. Il est reconduit à ce poste le 3 juillet 2020, après avoir été élu conseiller de Paris dans le 18e arrondissement le 28 juin,.
Le 23 juillet 2020, il annonce avoir démissionné de sa fonction d'adjoint, après des attaques d’élus écologistes et de militantes féministes consécutives au soutien, notamment financier, à l’écrivain Gabriel Matzneff, visé par une enquête pour viols sur mineurs,. Il détient le record de longévité au poste d’adjoint à la culture à Paris (13 ans).
Le 28 janvier 2021, il est exclu du groupe Paris en Commun du Conseil de Paris après avoir fait son retour, la semaine précédente, au conseil du 18e arrondissement, où il est élu.
Pour l’élection présidentielle française de 2022, il apporte son parrainage d'élu à Gaspard Koenig.

### Vie privée
Il fait son coming out en 1991.
En juin 2013, il se marie avec le cinéaste Olivier Meyrou (My own little gay America, Zelda, Au-delà de la haine, Célébration, Parade, L'Avocat du diable, etc.) avec comme témoins Bertrand Delanoë et Mazarine Pingeot ; Anne Hidalgo célèbre le mariage à la mairie du 4e arrondissement de Paris. Il déclare à cette occasion : « incarner ce que l'on défend, c'est toujours mieux. » Il est père de trois garçons[réf. nécessaire].

### Distinctions
- Mai 1995 : Chevalier dans l’ordre national du Mérite (par le ministre de la Santé)
- Février 2002 : Chevalier dans l’ordre national de la Légion d'honneur (par le Premier ministre)
  - Janvier 2013 : Officier (par le Premier ministre)[27]
- Janvier 2003 : Officier dans l’ordre des Arts et des Lettres (par le ministre de la Culture)

## Propositions et prises de position

### Homosexualité
Christophe Girard ne fait pas mystère de son homosexualité et milite activement pour l'homoparentalité.
Dans son livre Père comme les autres, publié en 2006, il écrit sur la page de garde : « Je suis père et homosexuel, j'ai écrit ce livre pour que ces deux mots aillent ensemble. »
En 2012 et 2013, il soutient activement la loi ouvrant le mariage aux couples de personnes de même sexe, également appelée « Mariage pour tous ». Il organise plusieurs débats au sein de la mairie du 4e arrondissement, avec la présence, entre autres, de Christine Boutin, Caroline Fourest, Irène Théry ou encore Mgr Jacquin, recteur de la cathédrale Notre-Dame de Paris. Le soir de l'adoption du texte de loi à l'Assemblée nationale, le 23 avril 2013, il est à l'initiative d'une fête organisée sur le parvis de la mairie du 4e en présence de Patrice Chéreau, de la violoncelliste Sonia Wieder-Atherton qui jouera des chants yiddishs pour célébrer cet événement.

### Autres prises de position
Le 26 décembre 2005, il signe, avec la première adjointe au maire de Paris, Anne Hidalgo, un point de vue dans le journal Le Monde. Ils y défendent une position commune au nom de la diversité culturelle qui serait menacée par la « licence globale ».
En avril 2008, en plein boycott des magasins Carrefour et du groupe LVMH en Chine, il est opposé à la nomination du Dalaï-lama au titre de citoyen d'honneur de la Ville de Paris par Bertrand Delanoë, faisant cause commune avec le Parti communiste français et le Mouvement républicain et citoyen. À cette occasion, il déclare : « Le dalaï-lama est à mes yeux, comme Benoît XVI, particulièrement réactionnaire. » Le Canard enchaîné rappelle que les 12 et 13 juin 2006, le Conseil de Paris a débattu du principe d'honorer la mémoire de Jean-Paul II en rajoutant son nom à l'esplanade de Notre-Dame. Christophe Girard était intervenu en séance publique pour défendre cette proposition qu'il jugeait légitime et équilibrée. Les intérêts stratégiques du groupe LVMH en Chine pourraient avoir été la motivation principale de ces déclarations contradictoires faite par Christophe Girard en l'espace de 2 ans.
Le 25 avril 2011, dans une tribune publiée dans Libération, il se prononce pour l'abaissement à 16 ans de l'âge légal pour voter afin de « remettre la jeunesse au cœur des préoccupations de notre société. »
Le 19 septembre 2011, dans une tribune publiée dans Libération et intitulée « Trois axes pour une République culturelle », il se prononce pour la création d’un « ministère de la Culture, de la Communication et du Numérique », la mise en place d’un plan national d’éducation artistique et l’inscription de l’art au cœur de l’espace public. En janvier 2012, publiant Le Petit Livre rouge de la culture – Propositions pour une République culturelle, il reprend ces trois propositions pour « une politique culturelle audacieuse et réformatrice ». En septembre 2012, il se prononce en faveur d'un « revenu social garanti », forme d'allocation universelle, avec l'intention de porter l'idée lors du congrès du Parti socialiste en octobre de la même année.

### Polémiques

#### Conflit d'intérêts avec LVMH
En 2010, le musée Carnavalet, qui dépend de la Mairie de Paris, organise une exposition « autour des malles et des bagages iconiques qui met en scène toute l'épopée de la maison Louis Vuitton » : certains médias comme Le Canard enchaîné y voient la main de celui qui était alors directeur stratégique de la même « maison » et adjoint à la culture à la Mairie de Paris.

#### Henri Dutilleux
En mars 2015 a lieu une polémique au sujet de l'inauguration d'une plaque commémorative sur l'immeuble où habitait le compositeur Henri Dutilleux dans le 4e arrondissement de Paris. Christophe Girard et son adjointe Karen Taieb révèlent la note du Comité d'histoire de la Ville de Paris présidé par Danielle Tartakowsky indiquant des « faits de collaboration avec le régime de Vichy », qui rendraient l'installation de la plaque non appropriée, faisant allusion à la composition d'une musique d'un film à la gloire des sportifs, commandité par le régime de Vichy.
Ces propos déchaînent une réaction considérable dans les réseaux sociaux et le milieu musical, où Dutilleux est au contraire connu pour son humanisme et son engagement dans la Résistance. Les historiens et spécialistes rappellent l'appartenance de Dutilleux au Front national des musiciens et blâment l'« ignorance assez comique » du maire du 4e arrondissement,. Le pianiste Philippe Cassard juge ces attaques contre le compositeur « ignobles ». Il n'échappe pas à la condamnation des hommes politiques de gauche tel Jack Lang qui se dit « abasourdi par ce mélange d’incompétence et de veulerie. »

#### Affaire Matzneff
Christophe Girard côtoie l’écrivain pédophile Gabriel Matzneff dès les années 1980. Il est régulièrement évoqué dans ses ouvrages ; La Prunelle de mes yeux (1993), consacré à Vanessa Springora, lui est dédié. Christophe Girard a reçu, en service de presse et dédicacés, tous les livres publiés par l’écrivain depuis les années 1980, mais indique ne pas les avoir lus, à l’exception de La Prunelle de mes yeux, « partiellement ».
Pendant la campagne des élections municipales de 2020, il est mis en cause, notamment dans un article de The New York Times, pour la prise en charge, au titre de ses responsabilités à la Fondation Pierre Bergé – Yves Saint Laurent, des frais de l'hôtel où Gabriel Matzneff était installé avec Vanessa Springora, ce que l'écrivain consigne dans La Prunelle de mes yeux et confirme plus tard au New York Times,. Christophe Girard minimise son rôle à ce sujet et affirme avoir découvert, avec Le Consentement de Vanessa Springora, que Gabriel Matzneff entretenait dans cet hôtel des relations sexuelles avec celle-ci, alors mineure de moins de 15 ans, et cherchait à échapper à la Brigade de protection des mineurs selon les dires de Vanessa Springora,. Il assure que sa fondation l'a soutenu, sur instruction de Pierre Bergé, non pas « parce qu'il était pédophile, mais parce que c'était un écrivain en difficulté ».
Vincent Monadé, directeur du Centre national du livre (CNL), affirme que Christophe Girard, en tant qu'adjoint à la Culture de la mairie de Paris, aurait appuyé la demande d'allocation annuelle à vie versée par le CNL à Gabriel Matzneff, ce que Christophe Girard conteste,.
Christophe Girard présente Gabriel Matzneff comme une « relation amicale » avec qui « [il a] dû dîner trois ou quatre fois avec lui en trente ans », sans être « l’un de ses meilleurs amis » comme l'avance Gabriel Matzneff ; il appelle également à « séparer l'œuvre de l'auteur, ». Le 27 juillet 2020, Mediapart publie un article dans lequel il est révélé que Christophe Girard a dîné plusieurs fois avec Gabriel Matzneff, aux frais de la Ville de Paris à travers des notes de frais de repas, le dernier de ces repas remontant à février 2019.
Le 4 mars 2020, Christophe Girard est entendu dans les locaux de l'Office central pour la répression des violences aux personnes (OCRVP) à Nanterre, en tant que témoin dans le cadre de l’enquête ouverte pour « viols commis sur mineurs » de moins de 15 ans à l’encontre de Gabriel Matzneff.
En juillet 2020, le groupe écologiste du Conseil de Paris demande à Anne Hidalgo de le suspendre de sa fonction d'adjoint à la culture à laquelle il vient d'accéder à la suite des élections municipales parisiennes. Christophe Girard démissionne de sa fonction le 23 juillet 2020, peu après la première réunion du nouveau conseil de Paris qui a donné lieu à une manifestation féministe réclamant son départ, déclarant n'avoir « nullement envie de pourrir [sa] vie plus longtemps et de [s']emmerder à [se] justifier en permanence pour quelque chose qui n’existe pas ». Le groupe PS déplore cette démission ; la maire Anne Hidalgo souligne qu'« il a été entendu comme témoin mais n'est visé par aucune plainte ». Lors du conseil de Paris, le préfet Didier Lallement lui adresse un « salut républicain » qui entraîne une standing ovation des élus et provoque la colère de l'élue écologiste Alice Coffin, mobilisée pour la démission de Christophe Girard. Anne Hidalgo dénonce une « hystérie militante ».
Dans un mail adressé à BFM TV, Gabriel Matzneff s'est dit « outré, catastrophé par cette infortune » que subirait, selon lui, Christophe Girard « par le seul fait de [leur] amitié » et qualifie Alice Coffin et Raphaëlle Rémy-Leleu d'« ignobles Marat et Fouquier-Tinville ».

#### Accusations d'abus sexuels
En août 2020, Aniss Hmaïd accuse Christophe Girard de l'avoir agressé sexuellement quand il avait 15 ans,. Christophe Girard dément les dires de cet homme et déclare envisager des poursuites pour dénonciations calomnieuses,. Une enquête préliminaire est ouverte par le parquet,, l'affaire est classée sans suite, les faits étant prescrits.

#### Inspection sur la gestion de l’espace culturel des Blancs-Manteaux
(octobre 2020).
Une enquête de Mediapart parue le 24 septembre 2020 accuse Christophe Girard d'avoir demandé au maire de Paris, Bertrand Delanoë, de diligenter une inspection sur la gestion de l’espace culturel des Blancs-Manteaux par Dominique Bertinotti, sa prédécéseure à la mairie du 4e arrondissement, dont la nomination au gouvernement en 2012 aurait vexé Christophe Girard : « Nos relations sont devenues mauvaises à la minute où j’ai été nommée ministre », se souvient Dominique Bertinotti. « Il était très contrarié. Il n’a pas accepté que j’entre au gouvernement, lui en rêvait, et qu’il soit contraint de lâcher son poste d’adjoint. La passation s’est très mal passée. […] Il est allé très loin : il a tenté de créer une affaire pour me faire démissionner ou me décrédibiliser, là il touchait à mon intégrité ». Dominique Bertinotti sera totalement blanchie en 2019 par le Conseil d'État[réf. nécessaire].

#### Utilisation des moyens de la ville de Paris à des fins personnelles
Christophe Girard aurait bénéficié pendant une dizaine d'années d'une protection personnelle payée par la ville de Paris, à la suite d'une agression survenue en 2002. Anne Hidalgo aurait mis fin à cette situation après son élection.
Contrairement aux autres adjoints à la maire de Paris, Christophe Girard aurait également bénéficié, dans le cadre de ses fonctions, de deux chauffeurs attitrés. Les services administratifs de la Ville auraient alerté sur le nombre d’heures supplémentaires accumulées par les deux chauffeurs en question.
Sur le même sujet, une enquête du Monde parue le 5 octobre 2020 parle d'un «« homme qui réclame à cor et à cri les attributs et les hochets du pouvoir, tient à sa voiture avec chauffeur et peut faire des scènes pour être traité avec égard par le protocole » et de son « chauffeur qui l’amenait ostensiblement jusque dans la cour de l’Hôtel de ville, quand la plupart des élus s’étaient mis depuis longtemps au diapason de la politique municipale " vélo-métro " ».

#### Accusation de harcèlement moral au sein du cabinet de Christophe Girard et à l'encontre de la Direction des affaires culturelles (DAC) de Paris
(octobre 2020).
Toujours selon cette même enquête de Mediapart, Christophe Girard aurait eu des comportements abusifs auprès de ses collaborateurs. L'article mentionne des mails qui auraient été échangés entre des agents de la Ville et faisant référence à de la « maltraitance » dont ils auraient été victimes de la part d'un Christophe Girard « pouvant faire preuve de « colères » injustifiées [et] effectuant des remarques sur le moindre bruit au sein du cabinet ».
L'article mentionne en particulier le cas du chef de cabinet de Christophe Girard que « plusieurs agents disent l’avoir vu« sombrer » au fil de ses mois de travail sous les ordres de M. Girard. « Il était livide, tout le monde le voyait, je l’ai déjà vu pleurer en quittant la mairie », raconte l’un d’entre eux ».
De la même manière, l'assistante de Sarah Alby, directrice de cabinet de Christophe Girard, se serait plainte de cette situation et aurait tenté de changer de poste car « elle ne supportait plus le climat violent du cabinet ».
Claire Germain, directrice des affaires culturelles de la Ville de Paris aurait, selon l'article, quitté son poste en raison « du traitement que lui réservait M. Girard ». interrogé à ce sujet par les journalistes auteurs de l'article, Christophe Girard a déclaré « tomber des nues » et a rejeté les accusations pesant contre lui en les reportant sur son ancienne directrice de cabinet Sarah Alby :
« Je sais que sa relation a été terrible avec Sarah Alby, ça c’est incontestable, et j’étais celui qui tempérait. Ça s’est amélioré avec son successeur [de Sarah Alby]. ».

## Publications
- 2006 : La Défaillance des pudeurs, Paris, Le Seuil  (ISBN 978-2-02-087707-7)[62]
- 2006 : Père comme les autres, Paris, Hachette Littératures  (ISBN 978-2-01-235864-5)[29]
- 2012 : Le Petit Livre rouge de la culture, Paris, Flammarion  (ISBN 978-2081277380)
- 2015 : Perdre la paix : Keynes, Paris, Hélice Hélas éditeur  (ISBN 978-2-940522-31-6)
- 2022 : La vie selon Saint Laurent, Paris, Herscher  (ISBN 978-2-7335-0443-7)